# 東京芸術専門学校
東京芸術専門学校（とうきょうげいじゅつせんもんがっこう、英称：Tokyo School of Arts、TSA）は、東京都品川区にあった美術専門学校である。設置者は学校法人中延学園。

## 概要
1982年（昭和57年）、現代美術家の斎藤義重、飯塚八朗らを中心とした芸術家によって設立された。講師には多摩美術大学の斎藤義重教室出身者が多い。
専修学校認可、全日制。3年制（1985年時点）、本科2年・研究科1年（1989年時点）。卒業生はフィラデルフィア美術大学に編入できる制度があった。
習慣的な見方や捉え方を捨て、創造的かつ自由な表現を実現するための「個別指導」を特色としていた。
関係者からは「TSA」と通称される。

## 沿革
- 1982年3月 - 東京都品川区に設立（中延学園高等学校に併設）[5]
- 1983年
  - 9月 - TSA情報誌『F』の刊行を開始[5]
  - 11月 - 美術研究誌『芸術評論』の刊行を開始[5]
- 1990年3月 - 校舎を増築[5]
- 1996年9月 - 中延学園高等学校地下にT&Sギャラリーを開設[5]
- 2000年 - 休校[6]

## 所在地
〒140-8608 東京都品川区西大井6-1-23

## 歴代校長
1. 佐藤早苗[5]
2. 斎藤義重

## 講師
- 斎藤義重
- 中原佑介
- 千葉成夫
- 千石英世
- 鈴木了二
- 田窪恭治
- 小林はくどう
- 中村英樹[7]
- 小倉正史

（出典）